# Ella Scoble Opperman
Ella Scoble Opperman (Cincinnati, 27 oktober 1873 - Tallahassee, 11 maart 1969) was een Amerikaans pianist en organist die vooral bekendheid verwierf als zang- en muziekpedagoog.

## Biografie

### Opleiding
Sinds haar vroege jeugd jaar kreeg Scoble Opperman pianoles. Als achtjarige trad ze op als solist in het operahuis in Seymour. Na haar middelbare school ging ze studeren aan het Wesleyan Female College in Cincinnati en aan het Conservatorium van Cincinnati. In 1900 reisde ze naar Berlijn om daar twee jaar lang privéles te nemen bij de pianist Ernest Jedliczka. Daarna ging ze naar Parijs om piano te studeren bij Moritz Mszkowsi en orgel bij Alexandre Guilmant van 1907 tot 1909. Nadat ze teruggekeerd was naar Amerika zette ze haar opleiding voort door masterclasses te volgen bij Leopold Godowsky, Rudolph Ganz, Isidor Philipp en Guy Maier. Ook studeerde ze orgel bij Harold Gleason aan de Eastman School of Music in New York.

### Werkzaamheden
Na haar opleiding ging ze lesgeven aan het Birmingham Seminarie in Indianapolis en daarna aan het Wesleyan College in Macon. In 1911 kreeg ze een aanstelling als docent aan het Florida State University College of Music for Women. Hier was ze vanaf 1920 tot haar pensioen in 1944 decaan. Ze zorgde ervoor dat er een gestructureerde opleiding ontstond met vaste curriculae en breidde het taalonderwijs in het Italiaans uit zodat haar studenten met meer begrip in die taal konden zingen. In 1930 leidde dit er toe dat de opleiding toegelaten werd als eerste openbaar college tot de National Association of Schools of Music. Ze was voorzitter van de universiteitscommissie die toezicht hield op het artistieke programma van muziekuitvoeringen, theatervoorstellingen, kunsttentoonstellingen en lezingen en was actief in diverse organisaties op muzikaal terrein.

### Erkenning en nalatenschap
In 1943 kende het conservatorium van Cincinnati haar een eredoctoraat in het onderwijs toe. Ter gelegenheid van haar gouden dienstjubileum in 1961 gaf de Woman's Glee Club van de Florida State University haar een concert. Haar nalatenschap, de Opperman Collection, wordt beheerd door het College of Music van de Florida State University.
- International Standard Name Identifier: 0000 0000 3922 9970
- Library of Congress Control Number: no91030768
- SNAC: w61n91k4
- Virtual International Authority File: 66035057
- WorldCat: E39PBJgHfKHkXhYBrVGQH3Qwmd